# Palpares apicatus
Palpares apicatus is een insect uit de familie van de mierenleeuwen (Myrmeleontidae), die tot de orde netvleugeligen (Neuroptera) behoort. 
Palpares apicatus is voor het eerst wetenschappelijk beschreven door Navás in 1935.